# كارلا فورت
كارلا فورت هي لاعب كرة مضرب برازيلية، ولدت في 11 يناير 1994 في ساو باولو في البرازيل.

## وصلات خارجية
- كارلا فورت على موقع رابطة محترفات التنس (الإنجليزية)
- كارلا فورت على موقع الاتحاد الدولي لكرة المضرب (الإنجليزية)